# Allium montibaicalense
Allium montibaicalense — вид рослин з родини амарилісових (Amaryllidaceae); ендемік Бурятії.

## Поширення
Ендемік Бурятії.